# Goñi
Goñi (en basc no oficial Goñerri) és un municipi de Navarra, a la comarca de Cuenca de Pamplona, dins la merindad de Pamplona. Limita al nord amb Ollaran, al sud amb Gesalatz i Jaitz, i a l'est amb Oltza i Etxauri. Està format pels concejos de:
| Entitat de Població | Pob. (2006) |
| ------------------- | ----------- |
| Aizpun              | 28          |
| Azanza              | 42          |
| Goñi                | 43          |
| Munarriz            | 53          |
| Urdanoz             | 26          |

## Demografia
| Evolució demogràfica                            | Evolució demogràfica | Evolució demogràfica | Evolució demogràfica | Evolució demogràfica | Evolució demogràfica | Evolució demogràfica | Evolució demogràfica | Evolució demogràfica | Evolució demogràfica | Evolució demogràfica |
| 1996                                            | 1998                 | 1999                 | 2000                 | 2001                 | 2002                 | 2003                 | 2004                 | 2005                 | 2006                 | 2007                 |
| ----------------------------------------------- | -------------------- | -------------------- | -------------------- | -------------------- | -------------------- | -------------------- | -------------------- | -------------------- | -------------------- | -------------------- |
| 206                                             | 201                  | 166                  | 188                  | 200                  | 210                  | 208                  | 204                  | 197                  | 192                  | 180                  |
| Fonts: Goñi i Institut d'Estadística de Navarra |                      |                      |                      |                      |                      |                      |                      |                      |                      |                      |